# Christian Zeller
Julius Christian Johannes Zeller (Mühlhausen am Neckar, 24 giugno 1822 – Cannstatt, 31 maggio 1899) è stato un matematico tedesco, nato da Gottlob Zeller e Christiana Friedrike Moser. Nel 1854 si sposò con Katharina Roth, da cui ebbe, fra il 1855 ed il 1868, 7 figli.

## Biografia
Originariamente formatosi in matematica, geografia e teologia, nel 1874 Zeller divenne direttore del seminario di Markgröningen e di un orfanotrofio femminile. Nel 1882 divenne membro della Société Mathématique de France. L'anno successivo, il 16 marzo 1883, pronunciò un breve resoconto della sua relazione di congruenza (congruenza di Zeller), che fu pubblicato nel giornale della società.
Successivamente fu insignito dell'Ordine di Federico di Prima Classe e del Ritterkreuz del Württemberg. Si ritirò nel 1898 e morì l'estate successiva.

## Lavori

### Sui calcoli del calendario
Zeller pubblicò quattro studi sui calcoli riguardanti il calendario, rispettivamente nel 1882, 1883, 1885, e 1886. Gli studi del 1885 e del 1886 sono essenzialmente delle estensioni dello studio del 1883 il quale, a sua volta, è una versione più approfondita di quello del 1882:
- Die Grundaufgaben der Kalenderrechnung auf neue und vereinfachte Weise gelöst, Zeller, Chr., Württembergische Vierteljahrshefte für Landesgeschichte, Jahrgang V 1882.
- Problema duplex Calendarii fondamentali par M. Ch. Zeller, Bulletin de la Société Mathématique de France, vol. 11, Séance du 16 mars 1883
- Kalender-Formeln von Rektor Chr. Zeller, Mathematisch-naturwissenschaftliche Mitteilungen des mathematisch-naturwissenschaftlichen Vereins in Württemberg, Ser. 1, 1, 1885
- Kalender-Formeln von Chr. Zeller, Acta Mathematica, vol. 9, 1886-87, novembre 1886

In ciascuno dei quattro studi, la prima sezione tratta del calcolo del giorno della settimana, mentre la seconda sezione si occupa del calcolo della data della domenica di Pasqua, sia per il calendario giuliano che per quello gregoriano.
Ha anche prodotto la scheda riassuntiva, Das Ganze der Kalender-Rechnung.
Gli studi sul calendario di Zeller costituiscono la base della Congruenza di Zeller, l'algoritmo che oggi costituisce uno dei metodi più comuni per calcolare il giorno della settimana di ogni data. Zeller ideò l'algoritmo soprattutto per il calcolo manuale, ma questo può facilmente essere integrato nel software.

### Sulla teoria dei numeri
Sulla teoria dei numeri Zeller pubblicò tre studi, fra il 1872 ed il 1884:
- Ein neuer Beweis des Reziprozitäts-Theorems, Berlino 1872
- De numeris Bernoulli eorumque Compositione ex numeris integris et reciprocis primis, Parigi 1881
- Zu Eulers Rekursionsformel für die Divisorensummen, Stoccolma 1884